# 吕皮
吕皮（法語：Luppy，法語發音：[lypi]）是法国摩泽尔省的一个市镇，位于该省西南部，属于梅斯区。

## 地理
吕皮（48°58'52"N, 6°20'40"E）面积16.26 平方千米，位于法国大東部大區摩泽尔省，该省份为法国东北部内陆省份，是洛林的一部分，西南接默尔特-摩泽尔省，东临下莱茵省，北与卢森堡和德国接壤。
与吕皮接壤的市镇（或旧市镇、城区）包括：贝希、伯村、比希、蒙舍、雷米伊、萨伊-阿沙泰勒、索尔涅、特拉尼。

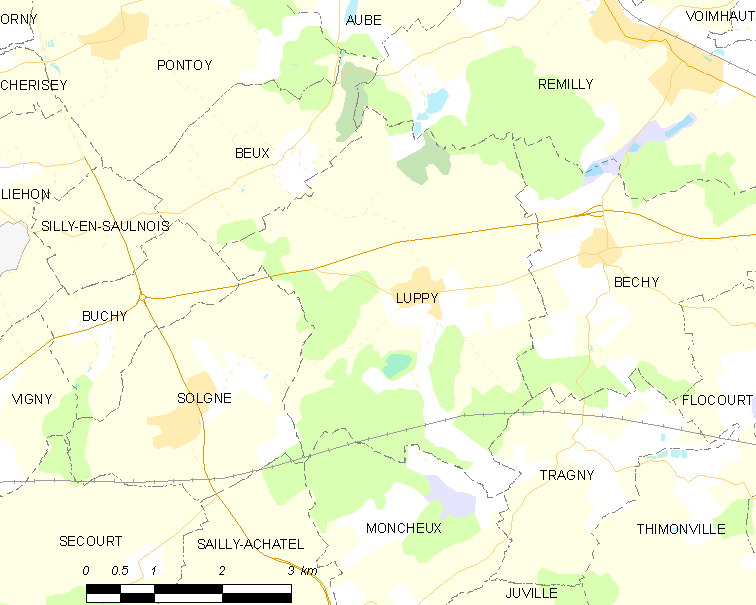
吕皮的OSM定位图

吕皮的时区为UTC+01:00、UTC+02:00（夏令时）。

## 行政
吕皮的邮政编码为57580，INSEE市镇编码为57425。

## 政治
吕皮所属的省级选区为福尔克蒙县。

## 人口

1962-2008年间吕皮人口变化图示

吕皮于2022年1月1日时的人口数量为588人。